# K-1 ANDY MEMORIAL 2001 JAPAN GP 決勝戦
K-1 ANDY MEMORIAL 2001 JAPAN GP 決勝戦（ケイワン アンディ メモリアル にせんいち ジャパン グランプリ けっしょうせん）は、2001年8月19日に埼玉県さいたまスーパーアリーナで開催された格闘技イベントである。

## 大会概要
2000年8月24日に死去した、アンディ・フグ追悼の意味を込めておこなわれたジャパングランプリ。

K-1の試合と総合格闘技の2部構成となっており、K-1と猪木軍との対抗戦で藤田和之とミルコ・クロコップが対戦し、試合は下馬評を覆して、藤田のタックルにミルコが膝蹴りを合わせ大流血に追い込み、ドクターストップによるTKO勝ちを収めた。

## 試合結果
第1試合 3分3R

○ 堀啓 vs. 　青柳雅英×

判定 3-0

第2試合 アンディメモリアルマッチ 3分3R

○ 角田信朗 vs.  　マウリシオ・ダ・シルバ×

判定 3-0

第3試合 K-1 JAPAN グランプリ1回戦 3分3R

× 大石亨 vs. 　武蔵○

判定 0-3

第4試合 K-1 JAPAN グランプリ1回戦 3分3R

○ 中迫剛 vs.  　グレート草津×

判定 3-0

第5試合 K-1 JAPAN グランプリ1回戦 3分3R

○ ニコラス・ペタス vs.  　藤本祐介×

1R 2分57秒 KO

第6試合 K-1 JAPAN グランプリ1回戦 3分3R

○ ノブ・ハヤシ vs.  　富平辰文×

3R 2分55秒 KO

第7試合 アンディメモリアルマッチ 3分3R

× 黒澤浩樹 vs.  　平直行○

2R 終了 TKO

第8試合 K-1 JAPAN グランプリ準決勝 3分3R

○ 武蔵 vs.  　中迫剛×

判定3-0

第9試合 K-1 JAPAN グランプリ準決勝 3分3R

○ ニコラス・ペタス vs.  　ノブ・ハヤシ×

1R 1分26秒 KO

第10試合 スーパーファイト 3分5R

○ ジェロム・レ・バンナ vs.  マーク・デ・ウィット×

2R 1分45秒 KO

第11試合 K-1 JAPAN グランプリ決勝 3分3R

× 武蔵 vs. 　 ニコラス・ペタス○

延長判定0-3

### 猪木軍 vs K-1
第1試合 猪木軍vsK-1 MMAオフィシャルルール 3分5R

×　安田忠夫 vs. 　　レネ・ローゼ○

3R 0分9秒 TKO

第2試合 猪木軍vsK-1 MMAオフィシャルルール 3分5R

○　ゲーリー・グッドリッジ vs.　 　ヤン"ザ・ジャイアント"ノルキヤ×

1R 1分11秒 腕ひしぎ十字固め

第3試合 猪木軍vsK-1 MMAオフィシャルルール 3分5R

×　藤田和之 vs. 　　ミルコ・クロコップ○

1R 0分39秒 ドクターストップ